# Keigo Numata
Keigo Numata (japanisch 沼田 圭悟 Numata Keigo; * 24. Juli 1990 in der Präfektur Gifu) ist ein japanischer Fußballspieler.

## Karriere
Numata erlernte das Fußballspielen in der Schulmannschaft der Takasaki City University of Economics High School. Seinen ersten Vertrag unterschrieb er 2009 bei CAL/Bariri. Danach spielte er bei CA Guaçuano und CA Taquaritinga. 2012 wechselte er zu Gamba Osaka. Der Verein spielte in der höchsten Liga des Landes, der J1 League. Am Ende der Saison 2012 stieg der Verein in die J2 League ab. 2014 wechselte er zum Ligakonkurrenten Kamatamare Sanuki. Für den Verein absolvierte er 63 Ligaspiele. 2016 wechselte er zum Erstligisten Omiya Ardija. Für den Verein absolvierte er 18 Erstligaspiele. Im August 2017 wechselte er zum Zweitligisten Zweigen Kanazawa. Für den Verein absolvierte er 83 Ligaspiele. 2020 wechselte er zum Ligakonkurrenten FC Ryūkyū. Am Ende der Saison 2022 belegte Ryūkyū den vorletzten Tabellenplatz und musste in die dritte Liga absteigen. Nach dem Abstieg schloss er sich im Januar 2023 dem Zweitligisten Renofa Yamaguchi FC an. In Yamaguchi stand er zwei Spielzeiten unter Vertrag und bestritt 32 Ligaspiele. Im Januar 2025 wechselte er in die vierte Liga. Hier schloss er sich in der Präfektur Okinawa dem Okinawa SV an.

## Erfolge
Gamba Osaka
- Japanischer Pokalfinalist: 2012